# 八鹿町
八鹿町（ようかちょう）は、かつて兵庫県の中北部に存在した町。養父郡に属した。
2004年（平成16年）4月1日、養父郡4町の合併により養父市となったことで消滅した。

## 地理
北流する円山川の中流域を占める。
- 山: 妙見山(1,139m)

## 歴史
- 1889年（明治22年）4月1日 - 町村制の施行により、養父郡石原村・小佐村・上網場村・九鹿村・下網場村・日畑村・舞狂村・八鹿村の区域をもって八鹿村が発足。
- 1913年（大正2年）1月1日 - 八鹿村が町制施行して八鹿町となる。
- 1955年（昭和30年）2月1日 - 養父郡伊佐村・宿南村・高柳村と新設合併し、改めて八鹿町が発足。
- 2004年（平成16年）4月1日 - 養父郡養父町・大屋町・関宮町と新設合併して養父市が発足。同日八鹿町廃止。

## 合併後の旧町域地名
合併後、旧「養父郡八鹿町」の大字は「八鹿町」が付加された名前に変更されている。
- 例：養父郡八鹿町八鹿 → 養父市八鹿町八鹿

## 行政

### 町村長
- 西村淳蔵

## 交通

### 鉄道
- 西日本旅客鉄道（JR西日本）
  - 山陰本線：八鹿駅

### 道路
- 国道
  - 国道9号
  - 国道312号
- 県道
  - 兵庫県道2号宮津八鹿線
  - 兵庫県道169号八鹿停車場線
  - 兵庫県道267号日影養父線
  - 兵庫県道271号朝倉養父停車場線
  - 兵庫県道272号宮垣八木線